# Мистер Рипли под землёй
«Мистер Рипли под землёй» (англ. Ripley Under Ground) — детективный роман с элементами триллера американской писательницы Патриции Хайсмит, впервые опубликованный в 1970 году. Второй в серии о похождениях Тома Рипли. Виланд Шванебек, доктор философии, преподаватель факультета языка, литературы и культурологии Дрезденского технического университета, неоднократно отмечал необычное сходство сюжетов и жизненных позиций героев романа Патриции Хайсмит «Мистер Рипли под землёй» с судьбой и взглядами на искусство фальсификатора Эрика Хебборна, погибшего при загадочных обстоятельствах в 1996 году.

## Сюжет
Прошло шесть лет после истории с Дикки Гринлифом. Тому слегка за 30, он женат на прелестной Элоизе Плиссон и живёт во Франции. Благодаря состоянию Ричарда Гринлифа Том смог позволить себе содержать шикарное поместье под названием Belle Ombre. Том сотрудничает с организацией по продаже произведений искусства Derwatt Ltd., для которой стал меценатом несколько лет назад. Сейчас он работает с американцем Ривзом Майноном.
Том — негласный партнёр фотографа Джеффа Константа, журналиста Эда Банбери и художника Бернарда Тафтса. Несколько лет назад художник Филип Дэрватт пропал без вести, многие считают, что он покончил с собой где-то в Греции. После смерти художника его друзья Констант и Банбери начали публикацию и продажу его картин. Со временем фирма становится известной и начинает приносить прибыль всем, кто участвовал в развитии проекта. Когда же оригиналы работ Дэрватта заканчиваются, Рипли предлагает пустить слух, что художник жив и живёт сейчас в Мексике. Фирма начинает продавать работы Бернарда Тафтса, выдавая их за картины Дэрватта. Однако сам Тафтс, для которого Дэрватт был кумиром, начинает испытывать чувство вины за эту аферу, что может помешать дальнейшему успеху фирмы.

## Адаптации
- В 1977 году был снят фильм «Американский друг» по мотивам романа «Игра Рипли», однако не являющийся его точной экранизацией. Кроме того сюжет картины включал в себя множество элементов романа «Мистер Рипли под землёй».[3].

- В 2005 году был снят одноименный фильм, который в России вышел под названием «Возвращение мистера Рипли» с Барри Пэппером в роли Тома. В фильме также снимались Уильям Дефо, Алан Камминг, Том Уилкинсон и Клэр Фарлани. Снял картину Роджер Споттисвуд.

- В 2009 году была создана радиопостановка компанией BBC Radio 4. Йен Харт сыграл Тома.[4]

## Русские издания
- Просодия: 2003, 416 стр. Перевод — Элина Богданова
- Амфора: 2003, 400 стр. Перевод — Лев Высоцкий
- Амфора: 2004, 448 стр. (второй том собрания сочинений о Томе Рипле).[5]